# 王冠逸
王冠逸（英文：Lawrence Wong，1988年8月5日—），是马来西亚演员、歌手、主持人、模特。当过電視、電影、舞台劇演員。籍贯为广东省广州市。2000年参与演出许美珍主演的《上课一派》。2010年在大馬戲劇拍攝《浮生劫》後，繼續拍攝多部戲劇及主持作品；2013年，獲NTV7電視台選為重點推薦的十大大馬藝人后踏足樂壇。2015年，他出演了由新加坡导演邱金海执导的三级片《无限春光27》。2016年，簽約秦嵐投資的公司沃星影業，成為旗下藝人，轉戰中國市場。2015年出演新加坡建国50周年电视剧《星月传奇》里马共中央总书记莱特一角，2018年因出演中国大陆古装电视剧《延禧攻略》里「海兰察」一角，引起关注。

## 生平
1988年8月5日，王冠逸出生于马来西亚柔佛州新山市，籍贯为中国广东省广州市。童年时和弟弟都喜欢观看武侠电影。
2007年，王冠逸到日本準備以男子團體的身份發片。他在日本总共度过兩年時間，期间經歷公司对艺人的严苛管制。但最终因公司将資金投向另一歌手而回國。
2009年，以男主角身分参演林梅娇、张汶祥主演的剧情电影《向日葵的约定》，这是他的首部电影作品，从而正式进入演艺圈；同年，出演范植伟、伍思凯主演的青春偶像剧《星光依旧灿烂》。
2010年，出演周以勤执导的惊悚悬疑剧《声空感应2》；同年，在悬疑剧《浮生劫》中首次扮演反派角色。
2011年，参演许亮宇、童冰玉、杨雁雁主演的青春励志剧《追梦·筑梦》；随后，出演谢光华执导的悬疑剧《拍·卖》；同年，主持马来西亚时尚节目《时代达人》；2011年11月，与星梦娱乐签约。
2012年，参演德國剧情电影《團聚在馬來西亞》（Wiedersehen in Malaysia）；随后，主持新加坡旅游节目《不到长城非好汉》；同年，出版个人首本写真书《逸飞之心》。
2013年，与李洺中、戴倩芸、谢松泛联袂主演家庭喜剧《男婚女嫁》，并凭借该剧入围亚洲电视大奖最佳男主角奖；同年，出演了池家庆执导的喜剧电影《聚宝盆续集》，并凭借该片入围了金视奖最佳男配角奖；5月，推出首张个人EP专辑《浅浅》，收录了包括同名主打歌《浅浅》、《爱是怎么一回事》等在内的4首歌曲。
2014年，与西野翔搭档主演由施南生监制的文艺电影《无限春光27》（又名《情欲房》）；同年，与罗忆诗联合主演了爱情喜剧《差3公分想爱你》。2015年，参演黄芬菲、符之炳执导的家庭剧《118》；随后，主演了情景喜剧《Yes sir，my boss》；同年，与吴建豪、安志杰共同出演了警匪电影《潜龙狙击》。
2015年，与姚懿珊、溫昇豪共同出演新加坡建国50年纪念戏剧《星月传奇》，在剧中他一人分别饰演两个角色，分别是历史人物马共中央总书记莱特，以及莱特总书记的后代戴勉恩博士。
2016年，签约秦岚投资的沃星影业，从而正式转战中国内地市场; 7月22日，与黄灿灿、严禹豪、罗仲谦共同出演的青春爱情电影《泡沫之夏》上映；同年，与严屹宽、秦岚、高伟光联袂主演年代剧《万水千山总是情》，在剧中饰演庄鹤儒的养子庄天涯；12月，推出个人单曲《Hi & Bye》。
2017年2月8日，推出第2张个人EP专辑《王冠逸 Lawrence》；随后，与吴谨言、秦岚、聂远共同出演清宫剧《延禧攻略》，在剧中饰演机灵爱耍宝的御前侍卫海兰察，这是他首次在影视作品中尝试古装扮相；同年，与汤斯婷搭档主演了奇幻爱情电影《少女的奇幻日记之追星计划》，在片中饰演男主角薛先森，并为该片演唱了片头曲《信教育》；11月，他还与秦岚一同参加了健康时尚类节目《明星健身房》。
2018年3月14日，与施予斐、杨树林领衔主演的科幻爱情喜剧电影《超级APP》上映，在片中饰演个性冲动不羁、充满活力却经常不靠谱的APP大厦员工韩晨，并为该片演唱了主题曲《破解爱情的密语》；同年，与张翰、王丽坤合作主演都市情感剧《海洋之城》，在剧中饰演有理想、敢拼搏的国际游轮大副王子洋；8月25日，推出个人单曲《大好青年》；9月24日，参加湖南卫视中秋之夜晚会，与佘诗曼、戴春荣、姜梓新等共同表演了音乐小品《中秋攻略》；10月26日，获得金橡树奖亚洲新锐演员奖；10月29日，获得中美电视节年度最佳男配奖；12月18日，获得中国时尚权力榜年度话题男艺人奖；12月22日，获得首届“星和璀璨星光夜”飞跃大奖。
2019年2月，参加湖南卫视“全球华侨华人春节大联欢”晚会，与魏巡、马思超、李子璇等合唱了歌曲《快乐中国年》；3月16日，他被评选为LikeTCCAsia亚太区最帅100张面孔第91位；7月26日，与徐好领衔主演的都市情感剧《楼下女友请签收》开机，在片中饰演叶非墨，此剧于9月27日杀青。
2020年1月1日，新歌《于是》正式上线，该曲也是他新剧《楼下女友请签收》中的插曲；3月，领衔主演悬疑题材剧《灵魂摆渡·南洋传说》，饰演男主角夏冬青。4月，与徐好领衔主演的都市情感剧《楼下女友请签收》在中国开播。

## 音乐作品

### 专辑/EP
| 专辑数量 | 专辑名称                 | 专辑类型 | 发行日期     | 专辑曲目 |
| 1        | 浅浅                     | 个人专辑 | 2013年5月1日 | 曲目 1. 浅浅 【MV】 2. 顽固青春 3. 爱是怎么一回事 4. 花童 |
| 2        | 王冠逸 Lawrence 同名专辑 | 个人专辑 | 2017年2月8日 | 曲目 1. 信教育 【MV】 2. Hi & Bye 【MV】 3. 是你把我变成这样 【MV】 4. Hi & Bye 信教育 (Club Mix) 5. Hi & Bye (Rave Party Mix) 6. 信教育 (Hip Hop Chillout Mix) |

### 单曲
未收录在其专辑里的单曲
| 单曲数量 | 发行日期      | 歌曲名稱       | 所屬專輯、备注                             |
| 1        | 2018年3月13日 | 破解爱情的密语 | (电影《超级APP》主题曲)合唱：秦岚 【MV】   |
| 2        | 2018年8月25日 | 大好青年       | 【MV】                                     |
| 3        | 2020年1月1日  | 于是           | 湖南卫视电视剧《楼下女友请签收》插曲【MV】 |

### 音乐视频 (MV)
| 年份   | 视频名称         | 导演   | 备注                                                           |
| 2013年 | 浅浅             | 刘东林 | 歌曲收录于浅浅专辑                                             |
| 2017年 | 信教育           | 王绍伟 | 歌曲收录于王冠逸同名专辑                                       |
| 2017年 | Hi & Bye         | 雷明铨 | 歌曲收录于王冠逸同名专辑                                       |
| 2017年 | 是你把我变成这样 | 王绍伟 | 歌曲收录于王冠逸同名专辑、NTV7 电视剧《差三公分想爱你》片尾曲  |
| 2018年 | 破解爱情的密语   | -      | 电影《超级App》主题曲、歌曲收录于大好青年专辑                  |
| 2018年 | 大好青年         | 雷明铨 | 今年最潮的人生目标、如何当一个大好青年？歌曲收录于大好青年专辑 |
| 2018年 | 于是             | -      | 湖南卫视电视剧《楼下女友请签收》插曲                           |

## 影视作品

### 电视剧
| 年份   | 频道             | 剧名                                                 | 角色               | 性质       |
| 2002年 | 新传媒5频道      | 上课一派3 (英语电视剧: Moulmein High 3)              | Kim Loong (中学生) | 男配角     |
| 2002年 | 新传媒5频道      | 肥肥一家親2 (英语电视剧)第1集                        | 酒店服务员         | 客串       |
| 2009年 | 新传媒8频道      | 想握你的手                                           | Ben                | 次要角     |
| 2010年 | 新传媒8频道      | 紅白囍事                                             | James              | 男配角     |
| 2010年 | 八度空间         | 声空感应2之标本 (第1与2集)                           | 李明国             | 第一男主角 |
| 2010年 | NTV7             | 浮生劫                                               | 楊迪生             | 男主角之一 |
| 2011年 | 八度空间         | 追影·築夢                                            | 楊繼成 (Jensen)    | 第二男主角 |
| 2011年 | 新传媒U频道      | 拍.卖                                                | 郭安进             | 男配角     |
| 2011年 | NTV7             | 黑色夕陽                                             | 陳建邦             | 第二男主角 |
| 2011年 | 八度空间         | 天幕迷情                                             | Jacky Chen         | 男配角     |
| 2013年 | NTV7             | 男婚女嫁                                             | 鄭啟健             | 男主角之一 |
| 2014年 | NTV7             | 男婚女嫁2                                            | 鄭啟健             | 男主角之一 |
| 2014年 | 新传媒8频道      | 118 (要要发）                                        | 張家寶             | 男配角     |
| 2014年 | 新传媒8频道      | 三个愿望                                             | 君豪               | 男配角     |
| 2014年 | 新传媒5频道      | 英文电视剧：Zero Calling                             | Ben                | 男配角     |
| 2015年 | True4U           | รับแซ่บ My Boss (泰国电视剧、英文片名:Yes Sir My Boss) | Ron                | 男配角     |
| 2015年 | NTV7             | 差3公分想愛你                                        | 彭子祥             | 男主角之一 |
| 2015年 | NTV7             | 如何说再见 (单元四：如何说再见之1314)                | Lawrence           | 男主角之一 |
| 2015年 | 星和都会台       | 星月传奇                                             | 戴勉恩 / 莱特      | 男主角之一 |
| 2016年 | NTV7             | 雙子情人                                             | 余厚明 / 余厚勤        | 第一男主角 |
| 2016年 | 新传媒8频道      | 絕世好工                                             | 邱致穎             | 男配角     |
| 2018年 | 爱奇艺、浙江卫视 | 延禧攻略                                             | 海蘭察             | 男配角     |
| 2019年 | 新传媒8频道      | 我的萬里挑一                                         | 楊定一             | 第一男主角 |
| 2020年 | 芒果tv           | 樓下女友請簽收                                       | 葉非墨             | 第一男主角 |
| 2021年 |                  | 海洋之城                                             | 王子洋             | 男配角     |
| 2021年 | 爱奇艺           | 灵魂摆渡·南洋传说                                    | 夏冬青             | 男主角之一 |
| 2022年 | 爱奇艺           | 芳心荡漾                                             | 杨万青             |            |
| 2022年 |                  | 被风吹过的夏天                                       | 洛家恒             |            |
| 2023年 | 腾讯视频         | 闪耀的她                                             | 何逸飞             |            |
| 2024年 | 优酷             | 破茧 (第二季)                                        | 马里奥             |            |
| 待播   |                  | 萬水千山總是情                                       | 庄天涯             | 男配角     |
| 待播   |                  | 奪夢                                                 | 陳燁凱             |            |
| 待播   | 平妖傳           |                                                      |                    |            |
| 待播   | 亦舞之城         |                                                      |                    |            |
| 待播   | 你好，1983       |                                                      |                    |            |

### 网络剧
| 年份   | 网络平台 | 剧名            | 角色   | 性质       | 国家   |
| 2013年 | xinmsn   | 心·艺之写真情缘 | 刘青云 | 第一男主角 | 新加坡 |

### 电影
| 年份   | 片名                     | 角色     | 性质       | 国家     |
| 2013年 | 世界末日                 | 阿松     | 男配角     | 新加坡   |
| 2014年 | 玩Cool青春               | 兴仔     | 第一男主角 | 马来西亚 |
| 2016年 | 無限春光27               | 酒店房客 | 男主角之一 | 新加坡   |
| 2016年 | 泡沫之夏                 | 宋雅民   | 男配角     | 中国     |
| 2017年 | 少女的奇幻日記之追星計劃 | 薛先森   | 第一男主角 | 中国     |
| 2018年 | 超级APP                  | 韩晨     | 男主角     | 中国     |
| 2019年 | 潜行者                   | Jack     | ---        | 中国     |
| 2022年 | 团圆饭                   |          |            | 新加坡   |

### 电视电影
| 年份   | 频道        | 片名                                  | 角色        | 性质       | 国家     |
| 2011年 | 新传媒U频道 | 向日葵的约定                          | 陈文遠      | 第一男主角 | 新加坡   |
| 2012年 | -           | 德语电视电影：Wiedersehen in Malaysia | Johan       | 男配角     | 德国     |
| 2013年 | NTV7        | 聚宝盆续集                            | 柯老三      | 男配角     | 马来西亚 |
| 2013年 | NTV7        | 聚宝盆前传                            | 柯老三      | 男配角     | 马来西亚 |
| 2013年 | NTV7        | 我心向明月                            | 劳伦斯/阿森 | 第一男主角 | 马来西亚 |
| 2014年 | NTV7        | 忆起回家                              | 文彬        | 男配角     | 马来西亚 |
| 2016年 | 新传媒5频道 | 英语电视电影：The Loving Machine      | Andy        | 第一男主角 | 新加坡   |

### 教科類電影
| 年份   | 片名     | 角色           | 性质       | 国家     | 导演      |
| 2012年 | 幸福邊緣 | 圣约翰救护会员 | 男主角之一 | 马来西亚 | ROY梁緯權 |

### 出演音乐视频 (MV)
| 年份   | 视频名称       | 歌手   |
| 2011年 | 《恋物志》     | 李蕴   |
| 2014年 | 《每一次恋爱》 | 梁文音 |

## 节目作品

### 主持
| 年份   | 频道             | 节目名称                 | 类型 | 国家     |
| 2009年 | 日本电视有限公司 | 《世界弹丸》             | -    | 日本     |
| 2011年 | 八度空间         | 《时代达人》             | 时尚 | 马来西亚 |
| 2012年 | 新传媒U频道      | 《不到长城非好汉》       | 旅遊 | 新加坡   |
| 2013年 | NTV7             | 《聆听世界第一季》       | 人文 | 马来西亚 |
| 2014年 | NTV7             | 《聆听世界第二季》       | 人文 | 马来西亚 |
| 2014年 | 新传媒8频道      | 《好男人，好料理》第10集 | 美食 | 新加坡   |

### 出演
| 年份          | 频道     | 节目名称                 | 类型 | 备注                     |
| 2018年9月24日 | 湖南卫视 | 《2018湖南卫视中秋之夜》 | 综艺 | 与《延禧》剧组中秋大团圆 |
| 2018年11月8日 | 湖南卫视 | 《快乐大本营》           | 综艺 | 与秦岚大唱情歌           |

## 相关事件
2019年5月15日，传新传媒知名女艺人黄思恬批评王冠逸来取代冯伟衷，同时黄思恬丢她的手机，还有热播中的《下一站，遇见》与《我的万里挑一》也被下架。并于翌日（2019年5月16日），黄思恬与王冠逸说声道歉。

## 写真/书籍
| 年份   | 类型   | 写真/书籍名称 |
| 2012年 | 写真集 | 《逸飞之心》  |

## 广告及品牌代言
| 年份   | 广告及品牌名称                      | 类型               | 国家             |
| 2014年 | 万宝龙 (Mount Blanc)                | 品牌挚友           | 马来西亚         |
| 2017年 | 雪铁龙 DS4 (Citroën DS 4 Crossback) | 品牌形象大使       | 新加坡           |
| 2018年 | 乔治·阿玛尼 (Giorgio Armani)        | 品牌挚友           | 中国             |
| 2019年 | 娇兰 (Guerlain)                     | 品牌挚友           | 中国             |
| 2019年 | 旅游工具 (Trip.com)                 | 广告代言人         | 新加坡和马来西亚 |
| 2020年 | 圣 GRAIL (grailskin.com)            | 代言人兼品牌创办人 | 全球             |
| 2021年 | Shakura                             | 代言人             | 新加坡           |
| 2022年 | OPPO Reno7 系列                     | 代言人             | 新加坡           |

## 荣誉及奖项

### 影视奖项
| 年份   | 届次                                     | 奖项         | 作品             | 国家     | 结果 |
| 2010年 | 2010年红星大奖                           | 最喜爱男角色 | 《向日葵的约定》 | 新加坡   | 入围 |
| 2013年 | 第18届亚洲电视大奖                       | 最佳男主角   | 《男婚女嫁》     | 新加坡   | 入围 |
| 2014年 | 第3届金视奖颁奖典礼                      | 最佳男配角   | 《聚宝盆续集》   | 马来西亚 | 入围 |
| 2018年 | 2018年度美国亚洲影视节"金橡树奖"颁奖盛典 | 亚洲新锐演员 | 不适用           | 美国     | 获奖 |
| 2018年 | 2018年度中美电视节”金天使奖”颁奖典礼     | 最佳男配     | 《延禧攻略》     | 美国     | 获奖 |
| 2018年 | 2018星和璀璨星光夜                       | 飞跃大奖     | 不适用           | 新加坡   | 获奖 |

### 媒体及娱乐平台奖项
| 年份   | 届次                       | 奖项                      | 国家 | 结果 |
| 2018年 | 第10届新京报中国时尚权力榜 | 年度话题男艺人奖          | 中国 | 获奖 |
| 2018年 | 2018芭莎极品珠宝夜宴       | 年度最具人气珠宝明星奖    | 中国 | 获奖 |
| 2018年 | OnlyLady 2018风尚大典      | 2018年度时尚潜力男明星奖  | 中国 | 获奖 |
| 2019年 | 2018LikeTCCAsia            | 亚太区最帅100张面孔第91位 | 中国 | 获奖 |